# Josep Maria Cazares
Josep Maria Cazares   (Sant Vicenç de Castellet, 9 d'agost de 1958) és un il·lustrador i dissenyador gràfic català. És productor executiu i grafista de Som Cinema i dissenyador del festival Jazz Tardor. Ha estat també director de producció de la Mostra de Cinema Llatinoamericà de Catalunya. Forma part de l'equip de consellers del departament d'Art i Patrimoni de l'Institut d'Estudis Ilerdencs. Ha publicat a Segre i a revistes com El Víbora, Man, La Quera i Jazzology, i ha participat en més de 50 exposicions al llarg de la seva carrera.

## Obra publicada
- El secret de la diadema. Lleida: Ribera & Rius, 1990. ISBN 84-86999-30-8.
- 1936. Memòria d'un estiu. Lleida: Pagès Editors, 2006. ISBN 84-9779-456-7.
- La caiguda de Lleida: 300 anys. (amb Josep Vallverdú). Lleida: Institut Municipal d'Acció Cultural, 2007. ISBN 978-84-9779-569-2.
- El nord. Lleida: Pagès Editors, 2009, Premi Lleida de Narrativa. ISBN 84-9779-741-8.[3]